# Uleomycina rubescens
Uleomycina rubescens är en svampart som beskrevs av Petr. 1954. Uleomycina rubescens ingår i släktet Uleomycina och familjen Elsinoaceae.   Inga underarter finns listade i Catalogue of Life.